# 涅米林齊 (戈羅多克區)
49°22′22″N 26°29′1″E / 49.37278°N 26.48361°E
內米林齊（烏克蘭語：Немиринці）是位於烏克蘭西部的村莊，由赫梅利尼茨基州裡赫梅利尼茨基區的霍羅多克市鎮負責管轄。該村處於斯克維拉河畔，面積0.3平方公里，海拔高度308米，2001年人口676。